# Leptogaster crocea
Leptogaster crocea är en tvåvingeart som beskrevs av Samuel Wendell Williston  1901. Leptogaster crocea ingår i släktet Leptogaster och familjen rovflugor. Inga underarter finns listade i Catalogue of Life.